# Metacyclops gasparoi
Metacyclops gasparoi – gatunek widłonoga z rodziny Cyclopidae. Nazwa naukowa tego gatunku skorupiaków została opublikowana w 1987 roku przez włoskiego botanika Fabio Stocha.
Występuje endemicznie na terenie Włoch.